# Плаја Гранде (Рагуза)
Плаја Гранде је насеље у Италији у округу Рагуза, региону Сицилија.
Према процени из 2011. у насељу је живело 50 становника. Насеље се налази на надморској висини од 7 м.